# Muncel, Cluj

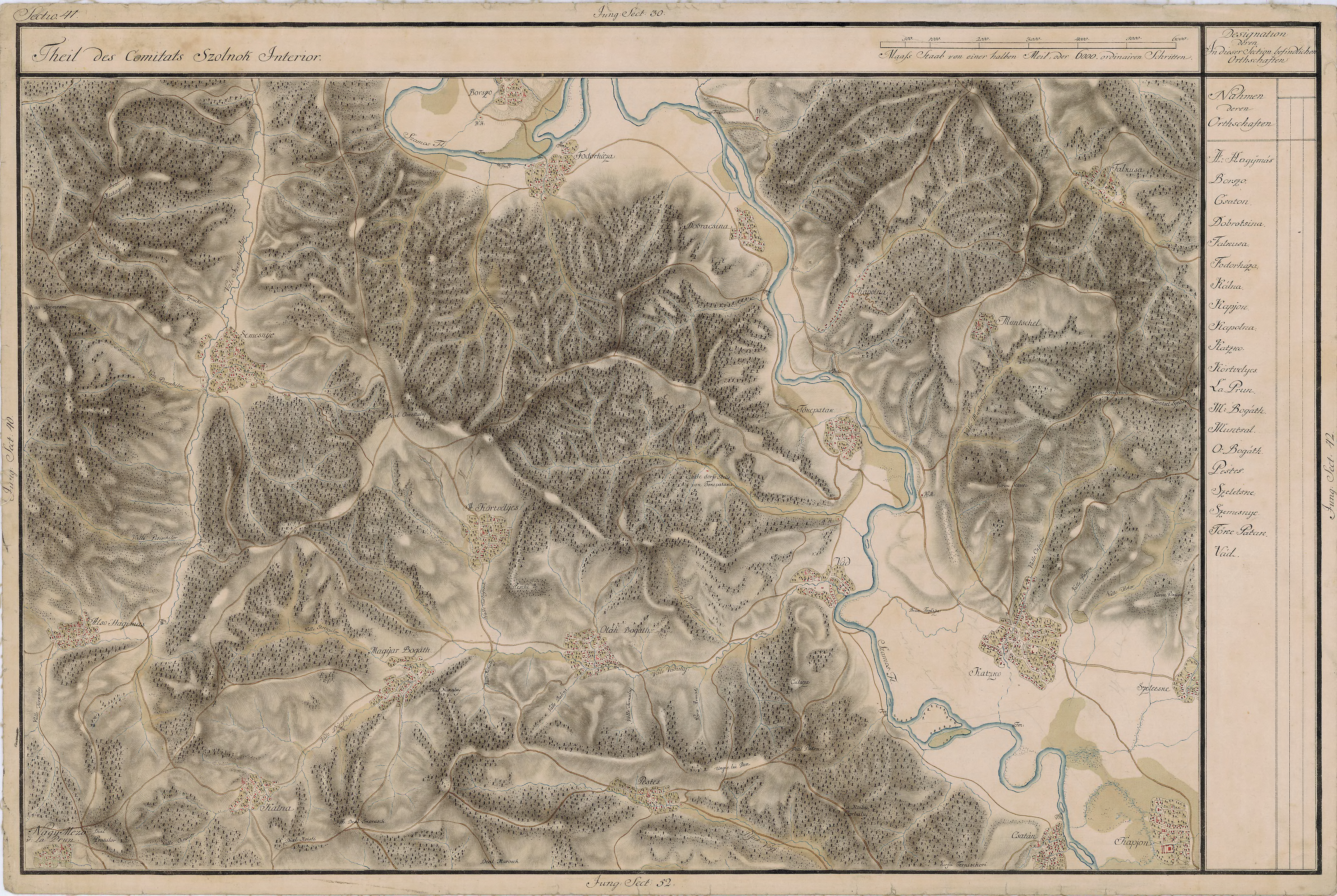
Muncel pe Harta Iosefină a Transilvaniei, 1769-1773

Muncel (în maghiară Kishavas, în germană Muncsel) este un sat în comuna Câțcău din județul Cluj, Transilvania, România.

## Lăcașuri de cult
- Biserica de lemn din Muncel cu hramul "Sfântul Nicolae" (construită la începutul secolului al XVIII-lea), cu picturi interioare din 1792.

## Galerie de imagini

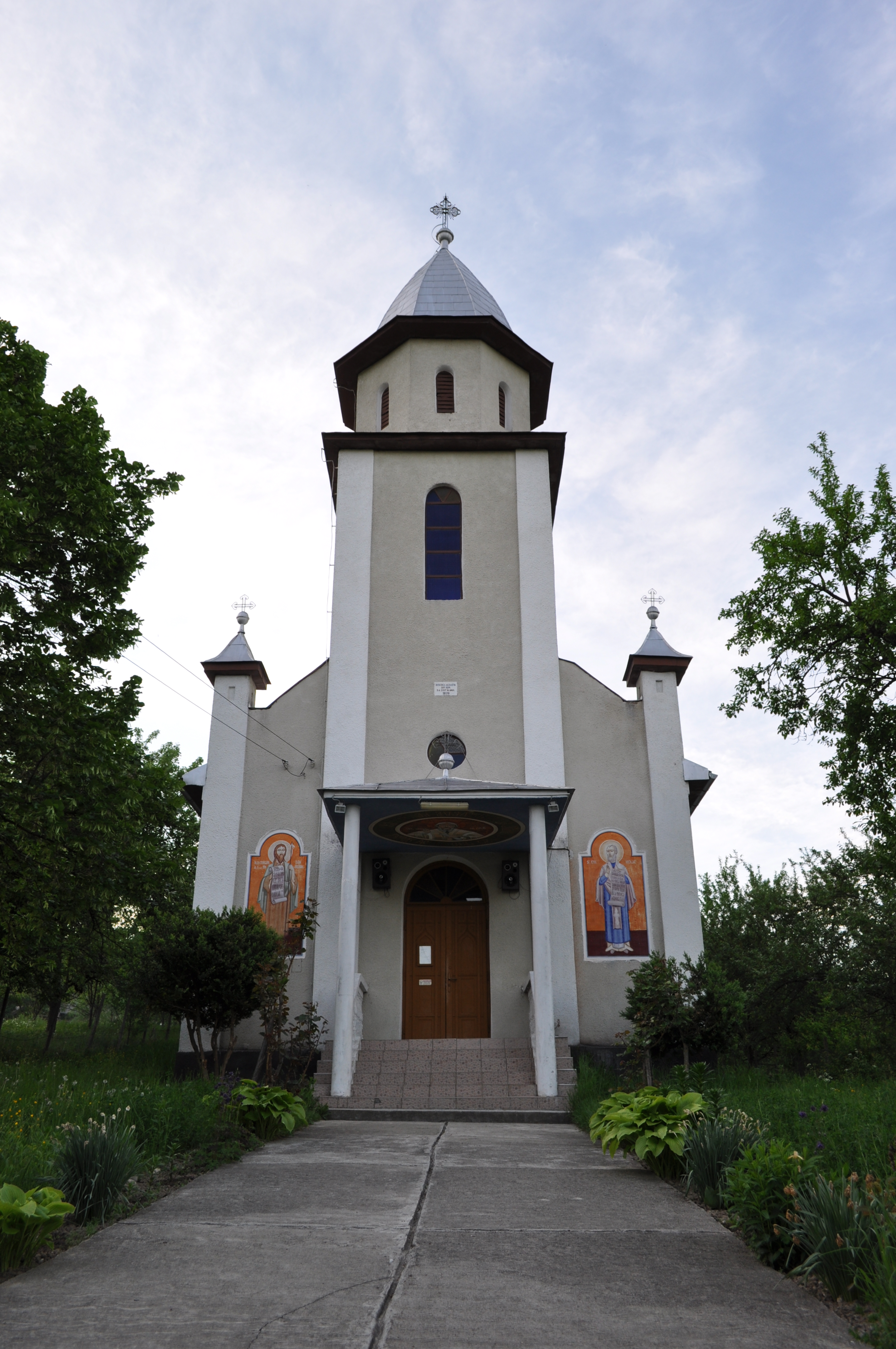
Biserica de zid „Sfântul Nicolae”
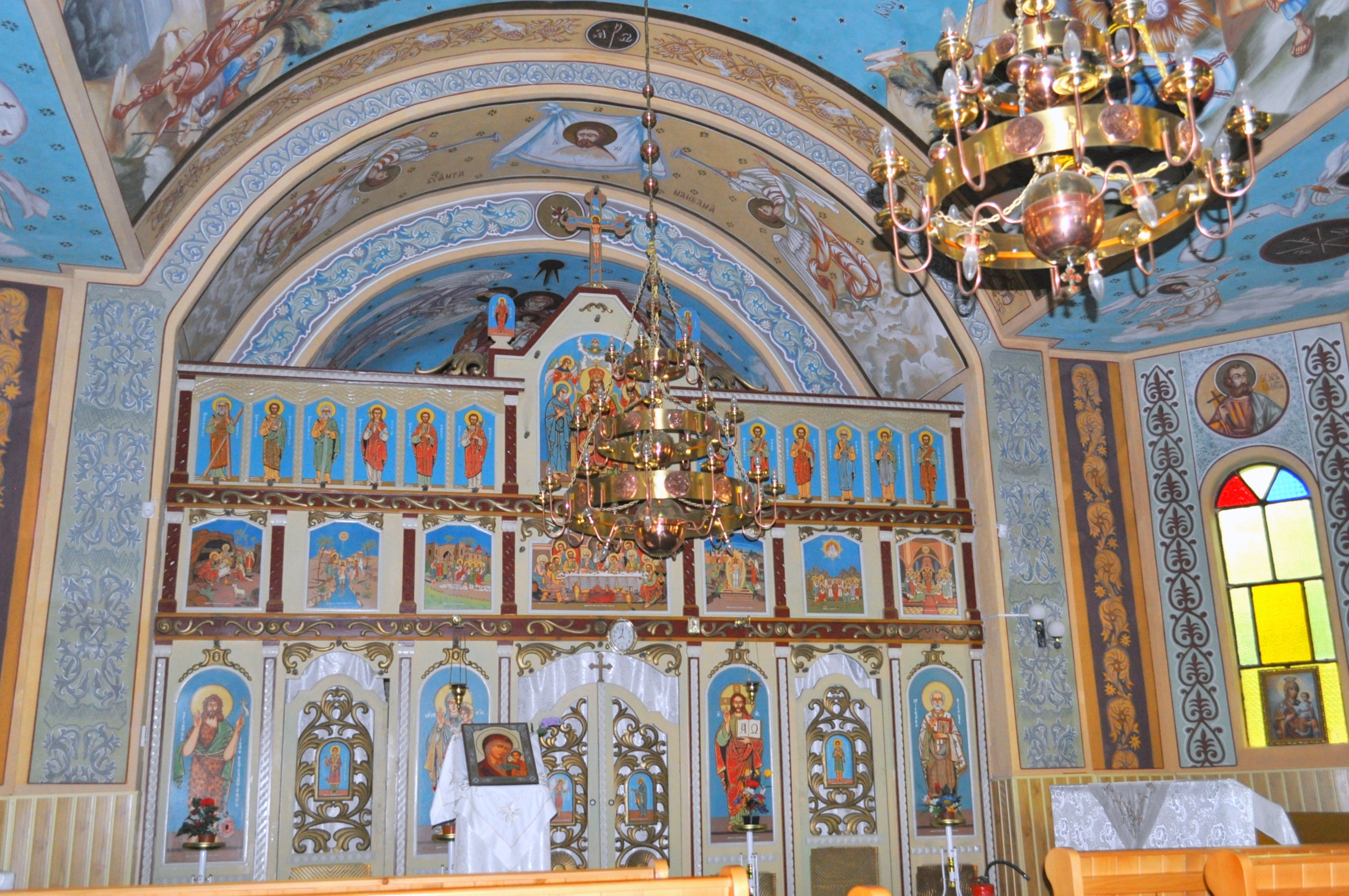
Biserica „Sfântul Nicolae” (interiorul navei)
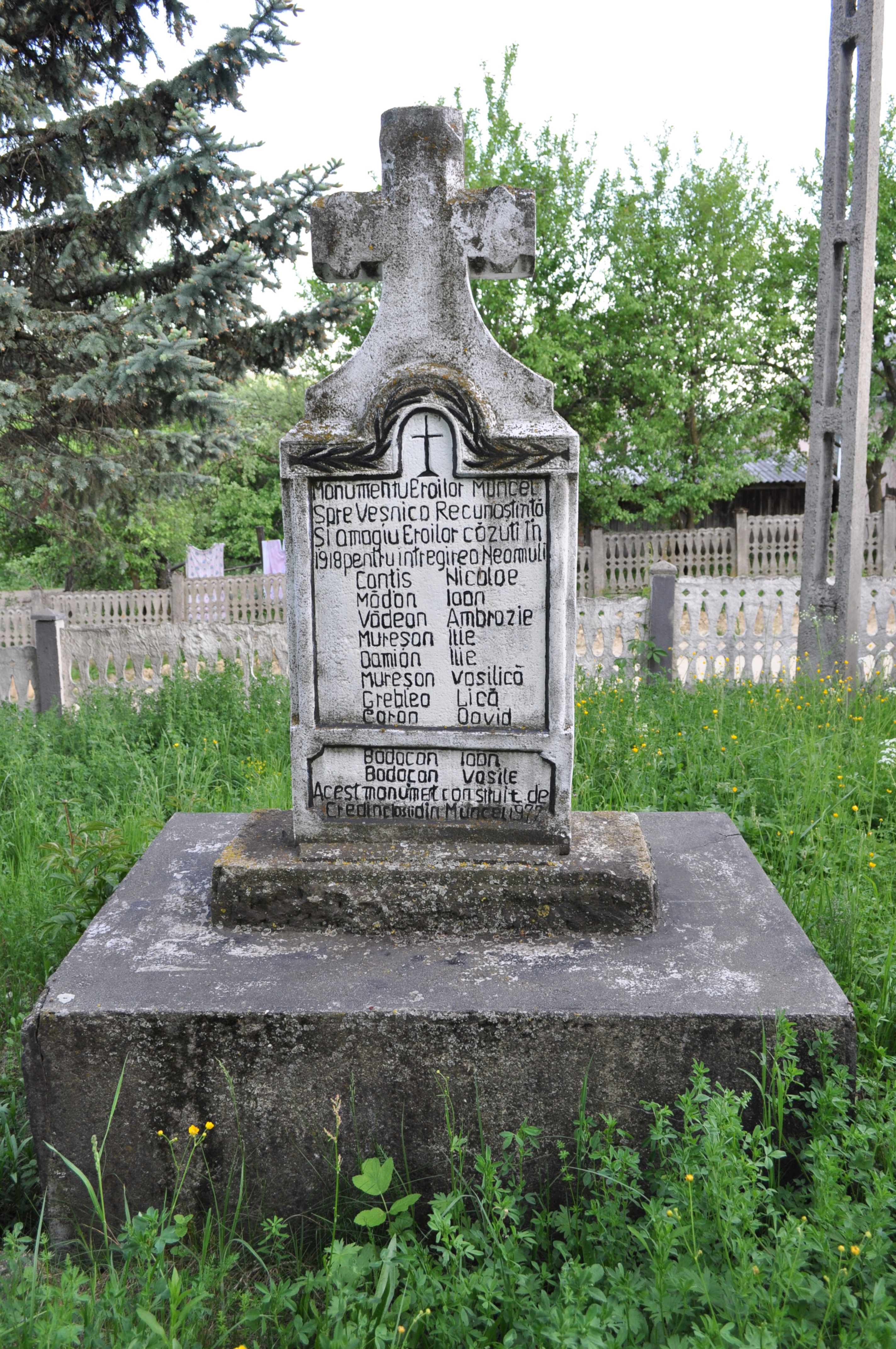
Monumentul Eroilor
Comuna Câţcău și satele componente